# سازمان دانشگاهی پژوهش‌های جوی
سازمان دانشگاهی پژوهش‌های جوی (به انگلیسی: The University Corporation for Atmospheric Research, UCAR) یک کنسرسیوم بدون سود است و از ۷۵ دانشگاه ارائه‌دهندهٔ دکترا در علوم جوی و علوم مرتبط تشکیل شده‌است.